# Holly Manthei
Holly Jean Manthei (* 8. Februar 1976 in Edina, Minnesota) ist eine ehemalige US-amerikanische Fußballspielerin.

## Karriere

### College
Nachdem sie in der Jugend sowohl im Team der Burnsville High School gespielt hatte, tat sie dies später auf dem College bei den Notre Dame Fighting Irish, wo sie von 1994 bis 1997 aktiv war.

### Nationalmannschaft
In der US-Nationalmannschaft hatte sie ab dem Jahr 1995 erste Einsätze und wurde hier auch gleich für die Weltmeisterschaft 1995 nominiert. Dort wurde sie im ersten Gruppenspiel gegen die Volksrepublik China für Tiffeny Milbrett in der 76. Minute eingewechselt. Zudem stand sie noch einmal im letzten Gruppenspiel gegen Australien in der Startelf, wurde aber zur zweiten Halbzeit für Carin Jennings-Gabarra ausgewechselt. Am Ende erreichte sie hier mit ihrem Team hier den dritten Platz.